# کارگزار پیام

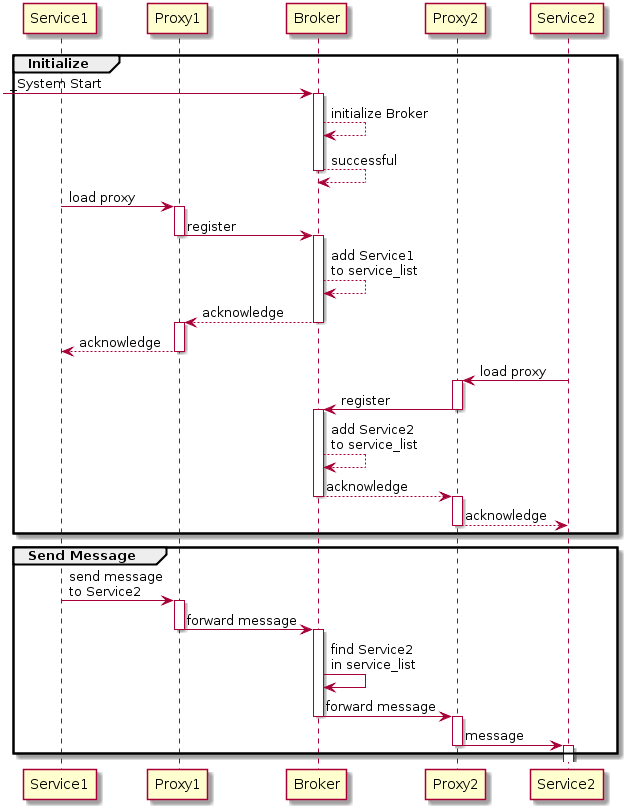
یک نمودار توالی که الگوی کارگزار پیام را توصیف می کند

Message broker  یک میان برنامه کامپیوتری است که پیام را از پروتکل   messaging فرستنده به پروتکل messaging  گیرنده ترجمه می‌کند.
Message broker  ها عناصری در شبکه‌های کامپیوتری هستند , جایی که نرم افزارها به وسیلهٔ جابجایی پیام ارتباط برقرار می‌کنند.
یک message broker  یک الگو برای اعتبار سنجی , تغییر و مسیریابی پیام است  و همچنین  واسطهٔ ارتباط میان application  ها می‌باشد.
هدف دیگر broker  , گرفتن پیام از application  ها و انجام عملیات‌هایی روی آن است.برای مثال یک message broker  ممکن است workload queue  یا message queue را برای چند گیرنده مدیریت کند , یک حافظهٔ مطمئن را فراهم کند و ارسال پیام را تضمین کند .
چند مثال از کارهایی که ممکن است بوسیلهٔ message broker  انجام شود: 
1 مسیریابی پیام‌ها به یک یا چند مقصد 
2: جمع‌آوری پیام‌ها , تقسیم پیام‌ها به چند پیام دیگر و ارسال آن‌ها به مقصدشان و درنهایت ترکیب آن‌ها به یک پیام برای برگرداندن به user  
3:  تعامل با یک repository   خارجی برای افزودن یک مسیج یا ذخیره آن
4: فراخوانی web service  ها برای بازیابی اطلاعات
5: پاسخ به رویدادها  و خطاها
6: فراهم کردن امکان مسیریابی پیام‌ها براساس محتوا و موضوع , با استفاده از publish subscribe message
Message broker‌ها به‌طور کلی بر اساس یکی از دو معماری hub and spoke و message bus  هستند.
در اولی یک سرور مرکزی به عنوان مکانیزمی که سرویس‌های یکپارچگی را فراهم می‌کند, عمل می‌کند.
در صورتی که در دومی message broker  یک زیرساخت ارتباط  یا سرویس توزیع شده‌است که روی bus  عمل می‌کند.